# Черквета (Казерта)
Черквета је насеље у Италији у округу Казерта, региону Кампанија.
Према процени из 2011. у насељу је живело 63 становника. Насеље се налази на надморској висини од 265 м.